# Хар Ґобінд
Хар Ґобінд (пенджабі:ਸ੍ਰੀ ਗੁਰੂ ਹਰਿ ਗੋਬਿੰਦ ਸਾਹਿਬ ਜੀ, 19 червня 1595 — 28 лютого 1644, Нандед) — 6-й гуру сикхів, державний діяч. Сприяв подальшій мілітаризації сикхської громади, перетворення її на державне утворення.

## Життєпис
Син Арджуни Сінґха, 5-го гуру сикхів, й Мата Ганги. Народився 19 (а іншими повідомленнями 14) червня 1595 року в селищі Гуру-кі Вадакі (на відстані 7 км від Рамдаспуру). У дитинстві він страждав на віспу. Згідно з агіографіями, написаними ортодоксальною традицією сикхів, він пережив спробу отруєння його дядьком Пріті Чандом, а також ще один замах на його життя, коли на нього кинули кобру. Батько намагався надати його освіту гідну магараджи. Тому Хар Гобінд вивчав сикхські релігійні тексти у Бхай Гурдаса, військової справи в Баби Будди, також став майстром бойових мистецтв шастарвід'я
25 травня 1606 року під час суду в Лахорі його батько офіційно призначає Хар Ґобінда своїм спадкоємцем. Через 5 днів Арджуну Сінґха було страчено за наказом могольського падишаха Джаханґіра. Вже 24 червня пройшов церемонію прийняття гурти (влади над сикхами). При цьому впровадив декілька нововведень: одягнув два мечі, де один вказував на його духовний авторитет (пірі), а другий — на його світський авторитет (мірі); особливий тюрбан калґа (з пір'ям чорної чаплі, що були символом магараджей), відмовився одягнути вовняну мотузку (символ духовної влади гуру), наказавши передати його до скарбниці.
Продовжив активно розвивати військову складову сикхської громади. Запровадив 52охоронців. Загалом цифра 52 стала для гуру священним. Створив постійне військо, що складалося з 300 вершників і 60 піхотинців озброєних мушкетами. Доволі швидко збфльшив кількість до 500 вершників. Своїм намісникам (масандам) відправив накази надсилати коней і зброю замість грошей. Також значно зміцнив свою столицю Рамдаспур. В Хармандир-Сахібі заклав Акал-Тахт (Трон Вічності), який було завершено 1609 року. Неподалік від неї 1607 року звів фортецю Лохгарґ (Залізна фортеця).
1609 року викликаний до двору падишаха Джаханґіра, який наказав арештувати гуру під приводом того, що той не сплатив штраф у 200 тис. рупій, накладений на його батька. У 1611 року зумів звільнитися, але йому було заборонено повертатися до Пенджабу. У 1617—1619 роках перебував в Гваліорській в'язниці . Зрештою був наближений до двору падишаха й навіть брав участь у полювання останнього. За сикхською легендою під час одного з мисливських виїздів врятував Джаханґіра від тигра. Також супроводжував падишаха до Кашміру і Раджпутану, відзначився при підкоренні Тару Чанди, раджи Налагарху. За це отримав від падишаха джаґір та обов'язок долучатися до могольського війська з 700 вершниками та 5 гарматними розрахунками. Незважаючи на це вступив у протистояння з Абдул-ханом, субадаром Лахору, якому завдав в битві при Рохіллі ніщивної поразки.
1627 року вступив у конфлікт з новим падишахом Шах Джаханом, коли той наказав знищити баолі (священні колодязі сикхів) в Лахорі. 1628 року під час полювання яструб падишаха раптово залетів до володінь гуру, де йогос піймали та відмовилися віддавати. У відповідь Шах Джахан наказав вбити слуг Хар Ґобінда, а потім відправив 7-тисячне військо на чолі із лахорським субедаром Мухліс-ханом проти Рамдаспуру. В битві біля своєї столиці гуру завдав моголам поразки, при цьому в особистову герці Хар Ґобінд вбив Мухліс-хана.
1630 року біля міста Шрі Харігобіндпурі, маючи 3700 вояків, в запеклій битві завдав поразки 10-тисячному моголльському війську на чолі із Абдулл-ханом. 1631 року гуру завдав нової поразки моголам на чолі із Камар-бегом в битві біля Лахри. На місці перемоги Хар Ґобінд наказав вирити священну водойму Гурусар. 1634 року в битві біля Картарпура гуру знову здолав могольське військо на чолі із Кале-ханом. При цьому в герці вбив свого друга Паїнду-ханом, що перейшов на бік падишаха.
В наступні роки продовжив політику мілітаризації сикхської громади та збільшення війська. Постійна армія тепер становила 1,8 тис. вояків, зберігалося ополчення, оскільки тепер кожен сикх вправно володів зброєю.
Шах Джахан намагався внести сум'яття в сикхську громаду, надавши джангири онукові гуру — Дір Малу, який проживав у Картарпурі, і намагався заохотити сикхів визнати законним наступником Хар Ґобінда після смерті його сина і спадкоємця Баби Гурбіти в 1638 році.
Помер гуру Хар Ґобінд в 1644 року в Кіратпур Сахібі, перед смертю призначивши спадкоємцем свого онука Хар Раї.

## Родина
1. Дружина — Бібі Дамодарі
Діти:
- Баба Гурдіта (1613—1638)
- Баба Ані Раї (1633—1678)
- Бібі Веро (1628—1705)

2. Дружина — Бібі Нанакі
Діти:
- Теґ Бахадур (1621—1675), 9-й гуру сикхів

3. Дружина — Бібі Маха Деві
Діти:
- Баба Сурадж Мал (1618—1698)
- Баба Атал Раї (1619—1627)